# بحر سيبيريا الشرقي
بحر سيبيريا الشرقي (الروسية: Восто́чно-Сиби́рское мо́ре) هو بحر هامشي يقع في المحيط المتجمد الشمالي. وهو يقع بين آركتيك كيب من الشمال وساحل سيبيريا من الجنوب وجزر سيبيريا الجديدة من الغرب وكيب بيلينغز، بالقرب من تشوكوتكا وجزيرة رانجل من الشرق. وتقع حدود هذا البحر على بحر لابتيف من الغرب وبحر تشوكشي من الشرق.
يعد هذا البحر واحدًا من البحار الأقل دراسة في منطقة القطب الشمالي. ويتميز البحر بـمناخ شديد البرودة وانخفاض ملوحة الماء وندرة النباتات والحيوانات والبشر، وكذلك الأعماق الضحلة (معظمها أقل من 50 مترًا) والتيارات المحيطية البطيئة والمد والجزرالمنخفض (أقل من 25 سم) والـضباب الكثير، خاصة في فصل الصيف، وكثرة الحقول الجليدية التي لا تذوب بالكامل إلا في أغسطس وسبتمبر. وكان يسكن شواطئ البحر لآلاف السنين قبائل اليوكاغيرالأصلية والتشوكشيين ثم الـإيفنز والـإيفنكس، الذين كانوا يعملون في صيد الأسماك والصيد وتربية حيوان الرنة. ثم تم دمجهم بواسطة الـياكوتس وبعد ذلك الروس.
وتعد الأنشطة الصناعية الرئيسية في المنطقة التعدين والملاحة في طريق بحر الشمال؛ في حين لا يعد الصيد التجاري نشاطًا موسعًا. وتعد أكبر مدينة وميناء  هي مدينة بيفيك، وهي المدينة التي تقع أقصى الشمال من البر الرئيسي لروسيا.

## وصلات خارجية
- Weather forecast for Pevek (in Russian)
- Ecological assessment